# Vutcani
Vutcani est une commune roumaine située dans le județ de Vaslui.